# Domenico Romano Carratelli
Domenico Paolo Romano Carratelli (Reggio Calabria, 2 febbraio 1941 – Vibo Valentia, 12 marzo 2020) è stato un avvocato e politico italiano.

## Biografia
Si laurea in giurisprudenza all'Università degli Studi di Palermo e partecipa alla vita associativa del mondo cattolico aderendo alla Federazione universitaria cattolica italiana e all'organizzazione giovanile della Democrazia Cristiana, partito a cui si iscrive nel 1961. Esercita la professione di avvocato, abilitato alle giurisdizioni superiori, finché non viene eletto sindaco di Tropea, carica mantenuta dal 1973 al 1975. Nel 1980 diventa consigliere regionale della Calabria.
Nel giugno 1993 viene scelto da Mino Martinazzoli, segretario della Democrazia Cristiana, come componente dell'Assemblea programmatica costituente, allo scopo di creare il Partito Popolare Italiano. Entra a far parte della Direzione nazionale del Partito Popolare con segretario Franco Marini, carica confermata con il segretario Pierluigi Castagnetti, ricoprendo l'incarico di responsabile del settore Difesa. Partecipa all'Assemblea costituente della Margherita, in cui confluisce il Partito Popolare, come delegato e viene eletto fra i componenti del Comitato costituente della Margherita e poi nell'Assemblea federale della Margherita, venendo quindi riconfermato nell'incarico di responsabile del settore Difesa di tale Partito.
È eletto deputato dell'Ulivo per la XIII legislatura (1996-2001). Come parlamentare è stato: componente della Commissione parlamentare d'inchiesta per il Cermis, vicepresidente della IV Commissione (Difesa) e membro della Delegazione parlamentare italiana all'Assemblea dell'Atlantico del Nord. Nel 2000 è nominato Sottosegretario di Stato ai Lavori pubblici.
È stato anche un bibliofilo, collezionista di libri antichi (nella biblioteca di famiglia è presente un Fondo antico) e di ceramiche di Gerace. A lui si deve la scoperta e l'acquisizione di un manoscritto acquerellato di fine '500, denominato Codice Romano-Carratelli, un insieme di 99 acquerelli illustranti città fortificate, castelli, territori e sistema difensivo della Calabria Ulteriore.

### Attività Istituzionale
- Consigliere Comunale di Vibo Valentia
- Consigliere Regionale della Calabria dal 1980 al 1995,

in tale veste ha ricoperto i seguenti incarichi istituzionali:
- Presidente della I Commissione Affari Istituzionali, Presidente Commissione Sviluppo Economico, Presidente Commissione per il Piano, Capogruppo Consiglio Regionale del Gruppo DC,
- Assessore al Turismo, all’Università, alla Cultura e ai Beni Culturali,
- Presidente del Consiglio Regionale della Calabria.
- Presidente della Conferenza degli Assessori alla Cultura delle Regioni Italiane.
- Componente del Consiglio Nazionale Beni Culturali.
- Nel 1992 Grande Elettore della Regione Calabria per l’elezione del Presidente della Repubblica

Incarichi ricoperti
- Presidente del Conservatorio di Musica “Torrefranca”di Vibo Valentia
- Presidente Giuristi Cattolici di Vibo Valentia
- Componente Commissione Scientifica per le Celebrazioni del IV centenario della nascita di Mattia Preti.
- Socio onorario della Deputazione di Storia Patria per la Calabria
- Presidente Comitato UNESCO Regione Calabria
- Presidente dell’Associazione Regionale dei Bibliofili Calabresi “G. Barrio”

Attività da Sindaco, Consigliere Regionale e Parlamentare Nazionale
Sindaco
Nel 1973 pone per primo il problema della tutela e del riconoscimento legislativo della “Cipolla Rossa di Tropea” perseguito con apposito disegno di legge presentato in Regione.
Sempre nel 1973 lancia l’idea della costruzione del porto turistico e del lungomare a Tropea che poi porterà a realizzazione da Consigliere Regionale.
Consigliere Regionale
Notoriamente su posizioni ambientaliste è promotore e proponente della mozione con cui viene bloccata, nei primi anni 80, la costruzione della centrale a carbone di Gioia Tauro.
Ha presentato apposito disegno di legge regionale per la istituzione della Provincia di Vibo Valentia ed è suo l’emendamento su cui esprime parere favorevole alla istituzione di detta Provincia.
Proponente di diversi disegni di legge che poi vengono trasformati in legge regionale, in particolare:
- la istituzione del Parco Regionale delle Serre (L.R. n.48 del 05.05.1990)
- la istituzione dei Musei degli Enti locali e di interesse locale (L.R. n.31 del 26.04.1995)
- la istituzione dell’ ”Accademia Hipponiana di Musica”, istituto di Formazione Superiore di Musica, con sede a Vibo Valentia (L.R. n.49 del 05.05.1990)
- la legge di riforma delle Proloco in Calabria (L.R. n. 5 del 07.03.1995)
- istituzione del Difensore Civico in Calabria (L.R. n. 4 del 16.01.1985)
- regolamentazione Agenzie di viaggio (L.R. n. 13 del 10.04.1995)
Sua è l’ideazione del toponimo “Costa degli Dei” per indicare il tratto di costa marina della Regione Calabria compresa nella provincia di Vibo Valentia, da Pizzo a Nicotera, da lui successivamente ufficializzato con apposita Delibera in qualità di Assessore al Turismo della Regione Calabria.
Quale Presidente della Commissione del Piano di Sviluppo e quale Assessore al Turismo porta avanti la realizzazione del porto e del lungomare di Tropea, idea già proposta da Sindaco di Tropea.